# Stand Alone
「Stand Alone」（スタンド アローン）は2009年から2011年にかけてNHKで放送されたテレビドラマの特別番組『坂の上の雲』のメインテーマで、小山薫堂作詞、久石譲作曲によるオリジナル・サウンドトラック。

## 概要
明治維新以降の日本が日露戦争で勝利するまでを描いた司馬遼太郎の小説『坂の上の雲』をもとにしたドラマの主題歌として、近代化を遂げた明治時代の日本（および日本の軍人ら）が「凛として」立つ様を表現した意味合いの楽曲として仕上げられており、混迷期の日本に希望を与える楽曲として、大規模災害等の復興を支援する曲として歌われたり、タイトル、歌詞の意味合いから人生の旅立ちや再出発を応援する曲、卒業ソング（合唱曲）としても親しまれている。

### 解説
ドラマは2009年11月29日から2011年12月25日まで足掛け3年に渡り3部構成で放送され、オープニングテーマ、エンディングテーマとして使用された他、劇中のBGMとして随所に使用された。オープニングではナレーションのBGMとして演奏のみのバージョンが、エンディングでは各部ごとにそれぞれヴォーカル入りのバージョンが使用され、第1部では英国のソプラノ歌手サラ・ブライトマン（SARAH BRIGHTMAN）が母音のみによる歌唱法ヴォカリーズ（vocalise）で、第2部は日本のソプラノ、オペラ歌手の森麻季が歌唱した。サラ・ブライトマンの日本語によるバージョンは、ドラマ本編では使用されず関連番組などで使用された。第3部はオーケストラ・アレンジが変更され、混声合唱によるコーラスを加えた新しいバージョンとなり、歌手の麻衣が歌唱した（44分版の第19回～最終回はサラ・ブライトマン）。
本作は、NHKがこれまでにないスケールを目指し総力を挙げて取り組んだドラマで、国際的世界的スケール、日本が明治へと変わっていく、それをアピールできる歌手を探した結果サラ・ブライトマンへのオファー（依頼）となった。このときデモに日本語歌詞を吹き込んだのが久石の娘である麻衣で、第3部では麻衣が歌唱することとなった。
なお、曲名は一般的に「Stand Alone」と表記されるが、JASRAC（一般社団法人日本音楽著作権協会）登録の楽曲名（正題）は全角または半角英大文字で「STAND ALONE」となっており、歌唱や演奏のバージョンごとに複数の副題を付けて登録してあるため、作品の演奏や利用に際しては注意が必要となる。

#### サントラ盤収録バージョン
- Stand Alone - サラ・ブライトマン×久石譲[注 2]
  - 『NHKスペシャルドラマ「坂の上の雲」 オリジナル・サウンドトラック』
- Stand Alone（Vocalise） - サラ・ブライトマン×久石譲
  - 『NHKスペシャルドラマ「坂の上の雲」 オリジナル・サウンドトラック』
  - 　－ 同　上 － 『総集編』

- Stand Alone for Orchestra
  - 『NHKスペシャルドラマ「坂の上の雲」 オリジナル・サウンドトラック』
  - 　－ 同　上 － 『総集編』
- Stand Alone with Piano - サラ・ブライトマン×久石譲[注 3]
  - 『NHKスペシャルドラマ「坂の上の雲」 オリジナル・サウンドトラック』
  - 　－ 同　上 － 『２』、『３』
- Stand Alone for Violin & Violoncello
  - 『NHKスペシャルドラマ「坂の上の雲」 オリジナル・サウンドトラック２』
- Stand Alone - 歌／森麻季（ソプラノ）
  - 『NHKスペシャルドラマ「坂の上の雲」 オリジナル・サウンドトラック２』
  - 『－ 同　上 － 総集編』
- Stand Alone - 久石譲×麻衣
  - 『NHKスペシャルドラマ「坂の上の雲」 オリジナル・サウンドトラック３』
  - 『－ 同　上 － 総集編』
- Stand Alone for Clarinet & Glockenspiel
  - 『NHKスペシャルドラマ「坂の上の雲」 オリジナル・サウンドトラック３』

## カバー
児童合唱団及び、JASRAC登録のアーティストによるカバーで商品化された収録音源（販売終了のものを含む）。
- 東京佼成ウインド・オーケストラ - 2010年4月21日発売のアルバム『ニュー・サウンズ・イン・ブラス 2010』[注 5]
- 七ツ谷ゆみ - 2010年12月1日発売のアルバム『森ピアノ』[注 6]
- TWO-TONE'z - 2011年3月23日発売のアルバム『footprints…In the sand』[注 7]
- クミ伊藤＆ニューサウンズオーケストラ - 2011年9月27日発売のアルバム『カム＆ダンス Vol.37』[注 8]
- 杉並児童合唱団
  - 2011年10月5日発売のアルバム（V.A.）『あすという日が－絆と卒業のうた－』[2]
  - 2016年11月23日発売のアルバム（オムニバス）『心をひとつに！卒業のうた・友だちのうた－さわやか児童合唱できく－』[9]

- 宝塚歌劇団[注 9]
  - 2011年12月9日発売の宙組大劇場公演ライブCD『NICE GUY!!』[注 10]
  - 2023年3月31日発売の真風涼帆CD-BOX『Culmination Suzuho MAKAZE－history of songs in 2009～2023－』[注 11]
- 綾乃ひびき - 2012年6月27日発売のCDシングル『Stand Alone／しあわせ運べるように』
- 湊ゆに - 2012年12月25日発売のアルバム『Soar～宇宙へ』
- 陸上自衛隊中央音楽隊 - 2013年2月6日発売のアルバム『この国は～陸上自衛隊中央音楽隊 吹奏楽作品集』[注 5]
- ダ・カーポ - 2013年6月19日発売のアルバム『とっておきの贈りもの』
- 海上自衛隊東京音楽隊／三宅由佳莉[注 12]
  - 2013年8月28日発売のアルバム『祈り～未来への歌声』
  - 2016年6月1日発売のアルバム『THE BEST〜DEEP BLUE SPIRITS〜』[注 13]
- すみだ少年少女合唱団 - 2013年11月20日発売のアルバム（V.A.）『決定版！みんなでうたう卒業式の歌 ベストセレクション「旅立ちの日に2」[同声版]』[3]
- 安倍なつみ - 2014年10月22日発売のアルバム『光へ -classical&crossover-』
- 工藤夏子withネオセシリア - 2016年9月21日発売のミニ・アルバム『プレシャスメモリー』
- 堀澤麻衣子 - 2017年9月16日発売のアルバム『Kindred Sprits 』[注 3]
- 東京レディース・シンガーズ - 2020年2月26日発売のアルバム『あなたに贈るハーモニー～女声コーラスヒット』

### セルフカバー
- 森麻季 - ピアノ･アレンジ
  - 2012年11月21日発売のアルバム『日本の歌～花は咲く』
  - 2015年2月25日発売のアルバム『翼をください～ベスト・ソングス』[注 13]
- 麻衣 with リトルキャロル[注 14]
  - 2022年4月20日発売のアルバム『BEAUTIFUL HARMONY』